# Podturn (gmina Mokronog-Trebelno)
Podturn – wieś w Słowenii, w gminie Mokronog-Trebelno. W 2018 roku liczyła 25 mieszkańców.